# Eudarcia incincta
Eudarcia incincta är en fjärilsart som beskrevs av Edward Meyrick 1919. Eudarcia incincta ingår i släktet Eudarcia och familjen äkta malar. Inga underarter finns listade i Catalogue of Life.